# عشق رسانه‌ای می‌شود
عشق رسانه‌ای می‌شود (انگلیسی: Love Is on the Air) یک فیلم معمایی آمریکایی محصول ۱۹۳۷ به کارگردانی نیک گریندی و با بازی رونالد ریگان (در اولین فیلمش)، جون تراویز، ادی آکوف، رابرت برت، ریموند هاتون و ویلارد پارکر است. این اولین بازسازی از سه بازسازی تصویر پل مونی در سال ۱۹۳۳ سلام، نلی! (آخرین آنها برای همیشه نمی‌توانی فرار کنی (۱۹۴۲)، با جرج برنت، و خانه آن سوی خیابان (۱۹۴۹)، با وین موریس بودند) جالب بود که ریگان در اولین فیلمش به عنوان یک گوینده رادیویی ایفای نقش کرد. همان‌طور که او به تازگی از د موین آیووا نقل مکان کرده بود، جایی که تقریباً ۵ سال پس از فارغ‌التحصیلی از کالج، به عنوان گوینده رادیو ورزشی، بازی‌های شیکاگو کابز، بازی‌های فوتبال Big Ten و مبارزات عنوان را از طریق یک تلگراف play-by-play پخش کرد.